# Into the Breach
Into the Breach — компьютерная игра в жанре пошаговой стратегии, разработанная и выпущенная американской студией Subset Games для Microsoft Windows, macOS и Nintendo Switch в 2018 году. Игрок управляет отрядом огромных боевых машин-мехов, защищающих Землю от нашествия гигантских монстров-кайдзю.

## Ход игры
Прохождение игры строится на появившейся в будущем возможности путешествовать в альтернативные временные линии и заключается в последовательном освобождении ключевых островов планеты от агрессивной насекомоподобной расы Вэк (англ. Vek), стремящейся уничтожить остатки человечества (4,6 млрд человек на момент начала игры). Острова расположены в различных климатических зонах, что оказывает определенное влияние на тактику ведения боевых действий.  
Битва за каждый остров состоит из серии пошаговых сражений на ландшафтных картах 8 × 8, подобных шахматным доскам. В бою необходимо продержаться 5 ходов, не допустив при этом уничтожения гражданских построек (электростанции, жилые комплексы, лаборатории и пр.), генерирующих энергию для поддержания силовой сети (англ. Power Grid), за счет которой пилоты мехов остаются в рамках данной временной линии. В случае нарушения работы сети битва за человечество в этой временной линии будет считаться проигранной, а пилотов отбросит обратно в прошлое, где, в свою очередь, можно снова попытаться спасти человечество в альтернативной временной линии. Если же раса Вэк окажется уничтоженной в ходе финальной битвы на последнем острове, то один из пилотов отправится в другую временную линию, чтобы попытаться защитить человечество там... Игра таким образом обладает высокой реиграбельностью.  
Планы противника и природные катаклизмы на следующий ход точно известны, а многие виды атак сдвигают фигуры противника. Это позволяет подставлять вражескую армию под выстрелы, бомбардировки, удары молнии, топить в воде, сбрасывать в бездну, поджигать от пожаров и т.д. На высоких уровнях сложности невозможно выиграть без умелого использования таких комбинаций.
Побеждая на картах, игрок накапливает очки репутации. После освобождения острова очки можно обменять на новое оружие, оборудование, нанять новых пилотов. Пилоты, в свою очередь, в сражениях приобретают опыт при уничтожении врагов, давая в итоге различные бонусы как своим машинам, так и всей группе. 

## История
Into the Breach выросла из небольшого прототипа тактической игры, который основатели Subset Games создали вскоре после выпуска их предыдущей игры FTL: Faster Than Light. Тексты к игре написал Крис Авеллон. Игра была разработана под вдохновением от фантастических фильмов наподобие «Человека из стали» и «Тихоокеанского рубежа» и в качестве своеобразной полемики с ними: в фильмах такого рода битвы между персонажами разрушают целые города, но зритель не воспринимает эти разрушения и жертвы как что-то серьезное, «ведь хорошие парни победили».

## Оценки, продажи и награды
| Сводный рейтинг       | Сводный рейтинг |
| Агрегатор             | Оценка          |
| --------------------- | --------------- |
| GameRankings          | 88,63 %         |
| Metacritic            | 90/100          |
| «Критиканство»        | 90/100          |
| Иноязычные издания    |                 |
| Издание               | Оценка          |
| Edge                  | 9/10            |
| Game Informer         | 9,25/10         |
| GameSpot              | 9/10            |
| IGN                   | 9/10            |
| Русскоязычные издания |                 |
| Издание               | Оценка          |
| «Игры Mail.ru»        | 9/10            |
| «Канобу»              | 9/10            |

Игра получила крайне высокие оценки критиков, особо отметивших оригинальную механику Into the Breach, тактическую глубину и высокую реиграбельность. Игра также получила награду «Лучшая стратегическая игра» на церемонии The Game Awards в декабре 2018 года.
По итогам 2018 года игра стала лауреатом 22-й ежегодной премии D.I.C.E. Awards — премии Академии интерактивных искусств и наук (Academy of Interactive Arts & Sciences), одержав победу в номинации «Лучшая стратегия/симулятор».
Into the Breach получила премию BAFTA в области игр 2019 года в номинации «Original Property».